# Seize the Day (film)
Seize the Day è un film statunitense del 1986, diretto da Fielder Cook.